# Courcelles-sur-Blaise
Courcelles-sur-Blaise település Franciaországban, Haute-Marne megyében. Lakosainak száma 87 fő (2022. január 1.). Courcelles-sur-Blaise Baudrecourt, Dommartin-le-Franc és Dommartin-le-Saint-Père községekkel határos.

## Népesség
A település népességének változása:
| Lakosok száma | 154  | 127  | 117  | 121  | 114  | 103  | 98   | 93   | 90   | 87   |
|               | 1968 | 1982 | 1990 | 2006 | 2013 | 2015 | 2017 | 2019 | 2020 | 2022 |